# Давид Брекало
Давид Брекало (Љубљана, 3. децембар 1998) је словеначки фудбалер који игра као дефанзивац за МЛС лигаша Орландо и репрезентацију Словеније.

## Играчка каријера

### Клубови
Брекало је своје прве фудбалске кораке направио у ФК Браво, 2007. године. За клуб је дебитовао у словеначкој Првој лиги 14. јула 2019. године на утакмици против Олимпије из Љубљане.  У јануару 2021. године имао је прилике да заигра у шведским клубом Малме ФФ. Уместо тога, 11. августа 2021. придружио се норвешком клубу Викинг ФК, потписавши уговор на три и по године. Дебитовао је само четири дана касније, у победи од 3 : 2 против Молдеа, где је постигао победнички гол у додатом времену. Дана 28. новембра 2021. добио је свој први црвени картон јер је гурнуо саиграча Патрика Гунарсона у последњим минутима победе од 3 : 2 против Кристијансунда.

### Репрезентација
Брекало је за Словенију дебитовао 26. марта 2022. у ремију 1 : 1 против Хрватске.
Ажурирано утакмица одиграна 21.03.2024
| Репрезентација | Година | Ута. | Голови |
| -------------- | ------ | ---- | ------ |
| Словенија      | 2022   | 6    | 0      |
| Словенија      | 2023   | 5    | 1      |
| Словенија      | 2024   | 1    | 0      |
| Укупно         | Укупно | 12   | 1      |

Скор и резултати наводе први зброј голова Словеније, колона са скором показује резултат након сваког Брекаловог гола.
| Бр. | Датум          | Стадион                         | Противник | Скор  | Резултат | Такмичење                 |
| --- | -------------- | ------------------------------- | --------- | ----- | -------- | ------------------------- |
| 1   | 23. март 2023. | Астана арена, Астана, Казахстан | Казахстан | 1 : 1 | 2 : 1    | Квалификације за ЕП 2024. |